# فرودگاه لندن سی‌تی
فرودگاه لندن سی‌تی (به انگلیسی: London City Airport) یک فرودگاه همگانی مسافربری با کد یاتا LCY است. این فرودگاه در شهر لندن کشور انگلستان قرار دارد و در ارتفاع ۶ متری از سطح دریا واقع شده‌است.

## شرکت‌های هواپیمایی و مقصدهای پروازی
The following airlines operate regular services to and from London City Airport:
| شرکت‌های هواپیمایی                                          | مقصدهای پروازی |
| ---------------------------------------------------------- | --- |
| آلیتالیا اجرا توسط آلیتالیا سیتی‌لاینر                      | لینیت، لئوناردو دا وینچی-فیومیچینو |
| اورینگی ایر سرویسز                                         | گوئرنزی (پایان در ۲۷ اکتبر ۲۰۱۷) |
| بریتیش ایرویز                                              | جان اف کندی1 |
| بریتیش ایرویز اجرا توسط بی‌ای سیتی‌فلایر                     | اسخیپول آمستردام، برلین تگل، دوبلین، دوسلدورف، ادینبرو، پره‌تولا، فرانکفورت، ژنو، گلاسگو، ایبیزا، مالاگا، لینیت، نیس کوت دازور، اورلی (آغاز از ۲۹ اکتبر ۲۰۱۷)، پالما د مایورکا، پراگ رازیون (آغاز از ۲۹ اکتبر ۲۰۱۷)، روتردام دی‌هیگ، زوریخ فصلی: برژراک دردونژ پریگورد، شامبری ساووی، فارو، فدریکو گارسیا لورکا، منچستر، منورکا، ملی جزیره میکناس، کویمپر – کارنوآیل، کفلاویک (آغاز از ۲۹ اکتبر ۲۰۱۷)، ملی سادورینی، ملی جزیره اسکیاتوس، ونیز مارکو پولو |
| بریتیش ایرویز اجرا توسط ایسترن ایرویز برای بی‌ای سیتی‌فلایر  | جزیره من |
| بریتیش ایرویز اجرا توسط سان-ایر اسکاندیناوی                | بیلاند |
| سیتی‌جت                                                     | دوبلین، پره‌تولا فصلی: اوینیون–کمن، تولن-ایر |
| سیتی‌جت اجرا توسط دنیش ایر ترنسپورت                         | آنتورپ |
| فلای‌بی                                                     | آبردین، اسخیپول آمستردام، شهری جورج بست بلفاست، کاردیف (پایان در ۲۹ اکتبر ۲۰۱۷)، دوسلدورف، ادینبرو، اکستر فصلی: رن - سن-ژاک |
| فلای‌بی اجرا توسط بلو آیلندز                                | جرزی |
| کاال‌ام اجرا توسط سیتی‌جت و کی‌ال‌ام سیتی‌هاپر                  | اسخیپول آمستردام |
| لوفت‌هانزا رجینال اجرا توسط لوفت‌هانزا سیتی‌لاین              | فرانکفورت |
| لوکزایر                                                    | لوگزامبورگ - فیندل |
| اسکای‌ورک ایرلاینز                                          | بازل-مولوز-فرایبورگ اروپا، برن |
| سوئیس اینترنشنال ایرلاینز اجرا توسط هلوتیک ایرویز          | ژنو، زوریخ |
| سوئیس اینترنشنال ایرلاینز اجرا توسط سوئیس گلوبال ایر لاینز | ژنو، زوریخ |
| تاپ پرتغال اجرا توسط تاپ اکسپرس                            | لیسبون پورتلا (آغاز از ۲۹ اکتبر ۲۰۱۷) |

^  بریتیش ایرویز از فرودگاه لندن سی‌تی به جان اف کندی پرواز می‌کند. include a fuel stop at شنن due to weight restrictions on departure from LCY. The stop is also used for US Customs and Border Protection pre-clearance, meaning that passengers arriving in New York do not need to go through immigration there. It is however not possible to buy a ticket solely for the London City to Shannon sector.